# Strigocuscus celebensis
El cuscús enano de Célebes (Strigocuscus celebensis) es una especie de marsupial diprotodonto de la familia Phalangeridae. Es endémico de Indonesia, donde se encuentra en las islas de Célebes, Sangihe y Siau.

## Subespecies
Se reconocen las siguientes subespecies:
- Strigocuscus celebensis celebensis Gray, 1858
- Strigocuscus celebensis feileri Groves, 1987
- Strigocuscus celebensis sangirensis Meyer, 1896